# Jean-François Gardeil
Pour les articles homonymes, voir Gardeil.
Jean-François Gardeil est un baryton et metteur en scène français. Il est aussi le fondateur et directeur artistique des Chants de Garonne.

## Biographie
Originaire d’Agen, Jean-François Gardeil, après une khâgne au Lycée Fermat et une maîtrise de Lettres à l’université de Toulouse, étudie le chant au conservatoire de Lausanne, puis à l’École d’Art Lyrique de l’Opéra de Paris. Lauréat de l’Académie Ravel, du Concours International de Toulouse (prix de la mélodie française) et de la Fondation Yehudi Menuhin, il se fait tout d’abord connaître comme interprète de musique baroque et du répertoire mozartien.

### Baryton
Avec William Christie et Les Arts Florissants, il effectue de nombreuses tournées de concerts à travers le monde, chantant dans trente pays. Il tient notamment l’un des rôles principaux dans Atys de Lully, à l’Opéra-comique, Florence et New-York en 1987, 1989 et 1992. Il fut également Straton dans Alceste de Lully à Versailles et au Théâtre des Champs-Élysées, production Martinoty-Malgoire, La Hire dans « La fée Urgèle »  de Favart à l’Opéra-comique, avec Jean-Marie Villégier et Christophe Rousset, Saül dans « David et Jonathas » H 490 de Marc-Antoine Charpentier (tournée version concert en France et Angleterre) avec William Christie. En 1982, il avait déjà enregistré l’œuvre avec Michel Corboz à la direction pour le label Erato.  Il chanta également à Karlsruhe et Schwetzingen dans « Tarare » de Salieri (prod Martinoty-Malgoire), tint le rôle-titre dans « Anacréon » de Rameau à Montpellier (Barrat-Christie)…
Il a chanté les trois rôles de Don Giovanni (théâtre de Rennes), Leporello (Opéra-Comique) et Masetto (Opéra de Nantes) dans la même année 1987. Dans les années 1990, il a également chanté Guglielmo, puis Don Alfonso (Cosi fan tutte) dans diverses productions.
En opéra-comique français, il a notamment chanté les rôles de Moralès et Le Dancaïre dans Carmen (à Limoges et Besançon) Frédéric dans Lakmé (Opéra-comique, Nancy), Brétigny dans Manon (Opéra-Comique).
JF Gardeil a également chanté et enregistré avec Gustav Leonhardt, Michel Corboz, Emmanuel Krivine, Armin Jordan, Michel Plasson, Serge Baudo, Lothar Zagrosek, Alan Curtis, Friedman Layer, et travaillé avec des metteurs en scène tels que Antoine Vitez, Pier Luigi Pizzi, Jean-Marie Villégier, Jean-Louis Martinoty, Nicolas Joel, Pierre Barrat, Goran Järvefelt, Antoine Bourseiller, Christian Gangneron …
Jean-François Gardeil affectionne également la mélodie française : Associé au pianiste Billy Eidi, avec lequel il donne des concerts en France et à l’étranger, il a reçu le Grand Prix de l’Académie Charles Cros, et celui de la Nouvelle Académie du Disque pour leur intégrale des mélodies de Honegger (chez Timpani). Spécialiste de Poulenc, Ravel et Debussy, il l’est aussi de la musique du Groupe des Six. Il a effectué la création discographique du cycle de Darius Milhaud « Tristesses » (chez Maguelone), et enregistré les mélodies d’Ernest Chausson, Maurice Delage, Guy Sacre, Aubert Lemeland et, tout récemment, Henri Sauguet (Timpani).

### Professeur
Intéressé par l’enseignement, il a fondé en 1991 « Les Chants de Garonne », et en 2000 « Opéra de Gascogne » structures lyriques légères qui contribuent à la détection des chanteurs et à la diffusion de spectacles dans le Sud-Ouest de la France. Il est également jury au Conservatoire de Genève, de Toulouse et de l’académie Ravel de Saint-Jean-de-Luz.

### Metteur en scène
Jean-François Gardeil est enfin passionné de mise en scène.
À son actif, une tournée de L'Orfeo de Claudio Monteverdi avec Gilles Ragon, Claire Brua et Fernand Bernadi, la première adaptation scénique de La descente d'Orphée aux Enfers de Marc-Antoine Charpentier, et un King Arthur d'Henry Purcell.
Il a fait en 2000 la création de l’opéra de Jacques Castérède et Michel Serres, La Voie Écarlate.
En 2002 et 2003, deux Offenbach, La Belle Hélène et La Périchole, avec Anna Holroyd. Ce dernier ouvrage sera repris en 2004 à Toulouse et à Tarbes.
Il a également réalisé, en janvier 2002, à Bordeaux et en Région Aquitaine, un spectacle d’opéras de chambre qui réunissait Le Pauvre Matelot de Darius Milhaud et Jean Cocteau, Le Piège de Méduse d’Érik Satie, et Le Téléphone de Gian Carlo Menotti, dans une coproduction Grand-Théâtre de Bordeaux -OARA- Chants de Garonne. 
2004 a vu la création de Fleurs, flèches et flammes, un spectacle – dont il est l’auteur - sur des madrigaux de Claudio Monteverdi, mais aussi une nouvelle production de opérette de Reynaldo Hahn.
En 2005 J.F. Gardeil a mis en scène L'Enfant et les Sortilèges de Maurice Ravel et Colette à Toulouse (production du CNR) et Le Voyage dans la Lune de Jacques Offenbach à Condom, Toulouse (Cité de l’Espace) et Agen.
En 2006, Masques, création de Marc Bleuse, Didon et Enée d'Henry Purcell avec Guillemette Laurens, à Toulouse, Périgueux, Condom et Agen, ainsi qu’une nouvelle production de Trois coups de Fabien Prou et de Monsieur Choufleuri d’Offenbach dans plusieurs villes du Sud-Ouest.
L'année 2008 a vu la création au théâtre d'Agen de Blanche, adaptation par JF Gardeil des Dialogues des Carmélites, de Francis Poulenc et Georges Bernanos, repris à l'été 2008 dans le Gers.
Il faut ajouter également la mise en scène de Véronique d'André Messager, une adaptation scénique d'oratorios de Giacomo Carissimi et de Marc-Antoine Charpentier à la cathédrale d'Agen, et tout récemment de La Flûte enchantée de W. A. Mozart.

## Discographie

### Sous la direction de William Christie (Les Arts Florissants)
- Célénus dans Atys de Lully, dir. William Christie (Harmonia Mundi 1987)
- Un de la suite de Jonathas dans David et Jonathas H 490 de Marc-Antoine Charpentier, dir. Michel Corboz (Erato 1982 report 2010)
- Saül dans David et Jonathas H 490 de Marc-Antoine Charpentier, dir. William Christie (HM 1988)
- Dorilas dans Le Malade imaginaire H 495 de Marc-Antoine Charpentier-Molière (HM 1990)
- Comus dans Les Plaisirs de Versailles H 480 de Marc-Antoine Charpentier (Erato 1996)
- Apollon et Titye dans La Descente d'Orphée aux enfers H 488 de Marc-Antoine Charpentier (Erato 1995)
- Te Deum H 146, Litanies de la Vierge H 83, Messe "Assumpta est Maria"  H 11 de Marc-Antoine Charpentier (HM 1989 report SACD 2003)
- Cantates de Campra (Les Femmes, Enée et Didon) (HM)
- Cantates de Montéclair (Pyrame et Thisbé) (HM)

### Sous la direction deJean-Claude Malgoire(La Grande Écurie et La Chambre du Roy)
- Straton dans Alceste de Lully (Astrée)
- Momus dans Platée de Jean Philippe Rameau (CBS)
- Carmen Saeculare de Philidor (Erato)
- Messe à quatre Chœurs et 4 Orchestres H 4 de Marc-Antoine Charpentier (Erato 1991, réédition Apex)

### Autres
- Chez Lira d'Arco, sous la direction de Michel Laplénie : Messes des Morts de Charles Levens
- Chez Ama Deus Musique Production, sous la direction de Joël Péral : Cantate sur l'Europe de Jean-Paul Lécot
- Chez Forlane avec l'organiste Jean-Paul Lécot : L'orgue "Renaissance" de Saint-Savin en Lavedan
- Chez Cybélia (réédition Arion), sous la direction de Jonathan Darlington : L'ami dans Le pauvre matelot de Milhaud

### Mélodie Française

#### Avec le pianisteBilly Eidi
- Hommage à Cocteau (mélodies de Satie, Honegger, Milhaud, Sauguet, Auris, Sacre…) (Adda) (réédition Accord)
- Mélodies de Ravel et Poulenc (Histoires naturelles, Mélodies populaires grecques, Don Quichotte à Dulcinée de Ravel, Banalités, Montparnasse et autres mélodies de Poulenc sur des poèmes d'Apollinaire) (Adda)
- Mélodies de Debussy et Roussel (Le promenoir des deux amants, les ballades de Villon, Les Fêtes Galantes de Verlaine, les sonnets de Mallarmé par Debussy et diverses mélodies de Roussel) (Adda)
- Intégrale des mélodies d'Arthur Honegger (Timpani)
- Intégrale des mélodies d'Ernest Chausson (2 CD) (Timpani)
- Intégrale des mélodies de Maurice Delage (Timpani)
- Mélodies de Guy Sacre (Timpani)
- Mélodies de Henri Sauguet (Timpani)

#### Autres
- Chez Maguelone, avec la pianiste Irène Kudela: Mélodies de Darius Milhaud (Tristesses, les soirées de Pétrogrades et Le catalogue de fleurs)
- Chez Intégral, avec le guitariste Alain Prévost: Mélodies d'Aubert Lemeland

### Vidéo
Chez Arthaus Musik (en DVD), dir. Jean-Claude Malgoire et m-s. Jean-Louis Martinoty: Urson dans Tarare de Salieri